# Il negazionismo. Un fenomeno contemporaneo
Il negazionismo. Un fenomeno contemporaneo  è un saggio storico di Francesco  Germinario pubblicato, nel 2015, in Italia dall'editore Carrocci.

## Contenuto dell'opera
L'autore, membro del Comitato scientifico della Casa della memoria di Brescia, colleziona i documenti e gli atti di un seminario svoltosi del 2014 presso la stessa Casa della memoria, in cui venne esaminato il negazionismo nei diversi profili e aspetti geografico, politico, dell'integralismo e di internet.

## Edizioni
- Francesco Germinario, Il negazionismo. Un fenomeno contemporaneo, Studi Storici, Carrocci, 2015, ISBN 978-8843079681.